# Estimation de l’âge par test osseux
Pour des articles plus généraux, voir Mineur non accompagné en droit français#Estimation de l'âge de la personne mineure et Maturation squelettique.
L'estimation de l’âge par test osseux est une méthode controversée utilisée pour évaluer la minorité des mineurs non accompagnés (MNA). 
Ceux-ci sont protégés par des lois nationales et des conventions internationales, la Convention internationale des droits de l'enfant dispose en effet que les MNA seront accueillis et accompagnés dans le cadre d'une procédure de droit d'asile. Afin de déterminer l’âge de ces personnes, la pratique d’un « test osseux » a commencé à se généraliser dans le courant des années 2000. En particulier, la circulaire du Ministre de l’Intérieur français du 14 avril 2005 dispose que la Police aux frontières (PAF) peut mener « toutes les investigations nécessaires visant à établir clairement» la minorité d’un jeune migrant. En cas de doute sur ses déclarations ou sur l’authenticité de ses documents d’identité, la PAF peut diligenter un examen auprès des services hospitaliers. Cet examen médical comporte en général un test osseux, concrètement une radio de la main et du poignet gauche, que l'on va comparer à un atlas de référence, dit de Greulich et Pyle, qui répertorie la progression avec l’âge de l’ossification de cette zone. Cette technique d’expertise a été établie au début du XXe siècle à partir des caractéristiques morphologiques d’une population nord-américaine aux fins de traitement médical.
Toutefois, la fiabilité de cette méthode, qui repose sur une évaluation visuelle de l’ossification visible sur les radios, est mise en cause. En effet, de nombreux autorités médicales, dont l’Académie de médecine française, font remarquer que la maturité osseuse peut varier selon le sexe ou l’état nutritionnel avec une marge d’erreur qui peut atteindre deux à trois ans. Le Défenseur des droits a rappelé les fortes réserves émises à ce sujet par le Comité consultatif national d’éthique (2005), l’Académie nationale de médecine (2007), le Haut conseil de la santé publique (2014), et le Comité des droits de l’enfant de l’ONU (2016), et s'est déclaré « résolument opposé à l’utilisation de ces examens médicaux, qui, tels qu’ils sont actuellement pratiqués, sont inadaptés, inefficaces et indignes ».
En 2019, le Défenseur des droits rappelle que ces examens présentent une marge d’erreur importante et reposent sur des normes établies au début du XXème siècle sur une population nord-américaine, sans tenir compte des différences de développement selon l’origine ethnique ou le contexte socio-économique. La même année, le cas d’un jeune Guinéen a fait l’objet d’une question prioritaire de constitutionnalité, ses avocats argumentant, au nom de l’intérêt supérieur des enfants, que le doute doit profiter à l’intéressé. Par son arrêt du 21 mars 2019, le Conseil constitutionnel a toutefois validé le recours aux tests osseux pour estimer l’âge des jeunes migrants mais il a exclu que les conclusions des examens radiologiques « puissent constituer l’unique fondement dans la détermination de l’âge de la personne ». Une proposition de loi déposée fin 2020 par les sénateurs écologistes cherche à interdire le recours aux examens radiologiques osseux dans ce contexte.
Le Comité des droits de l’enfant de l’ONU a exhorté en 2023 la France à mettre fin à l’utilation des tests osseux. La Belgique a été condamnée par la Cour européenne des droits de l’homme pour avoir réalisé des tests osseux sur des mineurs étrangers sans leur consentement.
En France, l'utilisation de ce test est encadrée par le code civil.